# Facebook Connect
Facebook Connect – usługa konkurencyjna dla OpenID, mająca na celu umożliwianie rejestrację oraz logowanie na różnych serwisach z wykorzystaniem danych swojego konta w serwisie Facebook.
Z usługi korzysta obecnie 46% użytkowników tego portalu społecznościowego.
Usługa jednak wzbudza kontrowersje ze względu na wykorzystywanie danych na potrzeby reklam, które są wyświetlane użytkownikom Facebooka. Znany jest też przypadek, gdy doszło do wycieku danych osób, które korzystały z tej metody logowania się.